# Onze-Lieve-Vrouw-van-Zeven-Weeënkerk (Laak)

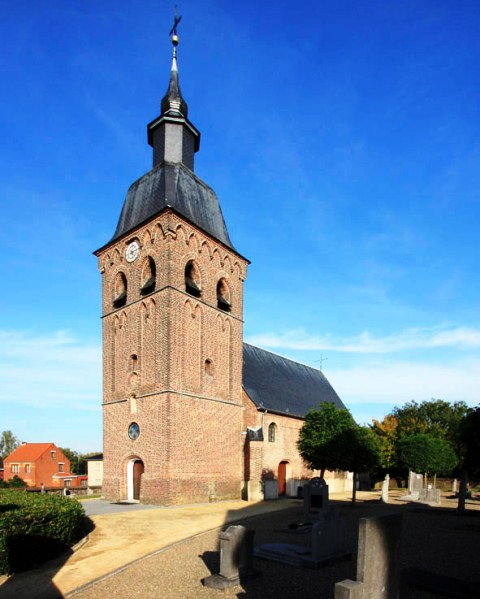
Onze-Lieve-Vrouw-van-Zeven Weeënkerk

De Onze-Lieve-Vrouw-van-Zeven-Weeënkerk is de voormalige parochiekerk van het gehucht Laak, in de Belgische gemeente Houthalen-Helchteren, gelegen aan Daalstraat 122.

## Geschiedenis
De oudste vermelding van een kerkgebouw op deze plaats stamt uit 1230, toen er sprake was van een Romaanse kapel, vermeld als capella in lacu juxta hengelo (de kapel in Laak, nabij Hengelhof). In dit document werd vermeld dat het patronaatsrecht van deze kerk in handen kwam van de Abdij van Floreffe. De kerk was afhankelijk van de Sint-Martinusparochie van het nabijgelegen Houthalen.
Begin 15e eeuw werd begonnen met de bouw van een nieuwe, gotische, kerk. Van deze kerk is het uit mergel opgetrokken koor nog aanwezig. Vermoedelijk dateren toren en schip uit een tweede bouwperiode, die omstreeks 1500 plaatsvond. De huidige torenspits dateert van 1776-1777. Vermoedelijk werden schip en koor verhoogd in 1780. In 1842 werd Laak verheven tot een zelfstandige parochie, maar vanaf 1965 zetelde de parochie in de nieuwe, en grotere, Sint-Jozef Werkmankerk. Vanaf 1971-1994 fungeerde het kerkje als bedehuis voor de Grieks-Orthodoxe gemeenschap. Van 1994-1997 werd het kerkje gerestaureerd, waarna het als cultureel centrum dienst ging doen.

## Bedevaartsoord
De patroonheilige van de kerk wisselde nogal eens. In 1497 betrof het de Heilige Quirinus van Rome, in 1516 was er sprake van de Heilige Quintinus. De Mariaverering, die ook in deze kerk plaatsvond, culmineerde in 1734 tot een wonderbaarlijke genezing, die werd toegeschreven aan de bijzondere bijstand van de Heilige Maagd. Hierdoor ontwikkelde de kerk zich tot een drukbezocht bedevaartsoord. Zo werd de kerk, omstreeks 1770, toegewijd aan Onze-Lieve-Vrouw-van-Zeven-Weeën. Deze werd hier vooral aangeroepen tegen maagpijn, lastige kinderen, stervensgevaar, bedwateren en allerlei ziekten.

## Architectuur en interieur
De kerk heeft een naar voren uitgebouwde westtoren en een eenbeukig schip met driezijdige sluiting. De toren is laatgotisch met een klokvormig dak en peervormige spits. Mergel en hardsteen zijn toegepast voor de waterlijsten. 
Van belang is een portiekaltaar in Lodewijk XVI-stijl, van eind 18e eeuw. Het is vervaardigd uit gemarmerd, witbeschilderd en verguld hout. Op het fronton is een afbeelding van de Heilige Drievuldigheid te zien. De biechtstoel en de preekstoel werden geplaatst in 1826. De diverse gipsen heiligenbeelden stammen van ongeveer 1900.